# 印度洋偶極
印度洋偶極（英語：Indian Ocean Dipole）或印度洋双极是指印度洋異常的氣候振盪現象，由氣候研究人員於1999年發現，現象出現時會使印度洋東西側的海水溫度混亂，改變正常風向。整個氣候模式的變化，造成一些地區乾旱而另一些地區又降雨量過多，情況類似聖嬰現象。此現象分別有正負兩個極端，當印度洋西側海面溫度比正常高時稱為正偶極，相反則稱為負偶極。
當正偶極發生時，印度洋西側海面溫度異常地持續變暖，該區大氣對流變得活躍，非洲東部因而會產生較大降雨，而在印度洋東側卻相反，海面溫度下降，東南亞和澳大利亞等地會出現乾旱，加大火災風險。
當負偶極發生時，印度洋西側海面溫度異常地持續低溫，該區大氣對流變得緩慢，非洲東部因而會只有較少降雨，而在印度洋東側卻相反，海面溫度變暖，東南亞和澳大利亞等地會產生大雨，加大水災風險。

## 發生
過去，每30年平均發生4次正偶極或陰偶極，每次持續約6個月。連續多年發生正偶極的情況十分罕見，記錄上只有兩次，即1913年至1914年，以及2006年至2008年。
2006年及2008年連續三年出現了正偶極，及後發生了嚴重的2009年維多利亞森林大火。 
2010年10月出現了一次強烈的負偶極，加上同年發生的反聖嬰現象，造成了嚴重的2010－2011年昆士蘭洪水與2011維多利亞州洪水。
2019年出現了一次強烈的正偶極，,加上聖嬰現象，同年發生了嚴重的2019－2020年澳洲叢林大火。

## 相關
- 澳大利亞叢林大火
- 季候風
- 熱浪

## 延伸閱讀
- Abram, Nerilie J.;  et al. . Nature. 2007, 445 (7125): 299–302. Bibcode:2007Natur.445..299A. PMID 17230187. doi:10.1038/nature05477.
- Ashok, Karumuri; Guan, Zhaoyong; Yamagata, Toshio. . Geophysical Research Letters. 2001, 28 (23): 4499–4502. Bibcode:2001GeoRL..28.4499A. doi:10.1029/2001GL013294.
- Li, Tim;  et al. . Journal of the Atmospheric Sciences. 2003, 60 (17): 2119–35. Bibcode:2003JAtS...60.2119L. doi:10.1175/1520-0469(2003)060<2119:ATFTIO>2.0.CO;2.
- Rao, S. A.;  et al. . Deep-Sea Research Part II. 2002, 49 (7–8): 1549–72. Bibcode:2002DSR....49.1549R. doi:10.1016/S0967-0645(01)00158-8.
- Saji, N. H.;  et al. . Nature. 1999, 401 (6751): 360–3. PMID 16862108. doi:10.1038/43854.
- Behera, S. K.;  et al. . Geophysical Research Letters. 2008, 35 (14): L14S11. Bibcode:2008GeoRL..3514S11B. doi:10.1029/2008GL034122.

## 外部連結
- IOD home page （页面存档备份，存于）

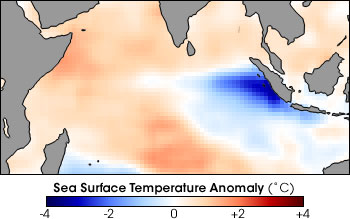
在1997年11月印度洋偶極發生，印度洋西側海水溫度異常地持續變暖，近印尼的海面溫度明顯比正常低了約攝氏4度，引致印度洋的東側和西側皆出現極端天氣

- Indian Ocean causes Big Dry: drought mystery solved.